# Берні Лукович
Берні Лукович (англ. Bernie Lukowich, нар. 18 березня 1952, Норт-Бетлфорд) — канадський хокеїст, що грав на позиції крайнього нападника.
Його син Брад також хокеїст.

## Ігрова кар'єра
Хокейну кар'єру розпочав 1969 року.
1972 року був обраний на драфті НХЛ під 30-м загальним номером командою «Піттсбург Пінгвінс». 
Протягом професійної клубної ігрової кар'єри, що тривала 7 років, захищав кольори команд «Піттсбург Пінгвінс», «Сент-Луїс Блюз» та «Калгарі Ковбойс».
Загалом провів 81 матч у НХЛ, включаючи 2 гри плей-оф Кубка Стенлі.

## Статистика
| Сезон        | Клуб                     | Ліга         | Регулярний сезон    | Регулярний сезон    | Регулярний сезон    | Регулярний сезон    | Регулярний сезон    | Плей-оф | Плей-оф | Плей-оф | Плей-оф | Плей-оф |
| Сезон        | Клуб                     | Ліга         | І                   | Г                   | П                   | О                   | ШХ                  | І       | Г       | П       | О       | ШХ      |
| ------------ | ------------------------ | ------------ | ------------------- | ------------------- | ------------------- | ------------------- | ------------------- | ------- | ------- | ------- | ------- | ------- |
| 1969–70      | «Естеван Брюїнс»         | ЗХЛ          | Статистика відсутня | Статистика відсутня | Статистика відсутня | Статистика відсутня | Статистика відсутня | —       | —       | —       | —       | —       |
| 1970–71      | «Естеван Брюїнс»         | ЗХЛ          | 65                  | 36                  | 38                  | 74                  | 75                  | —       | —       | —       | —       | —       |
| 1971–72      | «Нью-Вестмінстер Брюїнс» | ЗХЛ          | 68                  | 37                  | 39                  | 76                  | 107                 | —       | —       | —       | —       | —       |
| 1972–73      | «Герші Берс»             | АХЛ          | 69                  | 22                  | 24                  | 46                  | 64                  | 7       | 0       | 2       | 2       | 26      |
| 1973–74      | «Герші Берс»             | АХЛ          | 17                  | 4                   | 5                   | 9                   | 12                  | —       | —       | —       | —       | —       |
| 1973–74      | «Піттсбург Пінгвінс»     | НХЛ          | 53                  | 9                   | 10                  | 19                  | 32                  | —       | —       | —       | —       | —       |
| 1974–75      | «Герші Берс»             | АХЛ          | 27                  | 9                   | 14                  | 23                  | 53                  | —       | —       | —       | —       | —       |
| 1974–75      | «Сент-Луїс Блюз»         | НХЛ          | 26                  | 4                   | 5                   | 9                   | 2                   | 2       | 0       | 0       | 0       | 0       |
| 1974–75      | «Денвер Сперс»           | ЦХЛ          | 7                   | 6                   | 6                   | 12                  | 8                   | —       | —       | —       | —       | —       |
| 1975–76      | «Провіденс Редс»         | АХЛ          | 64                  | 21                  | 17                  | 38                  | 62                  | —       | —       | —       | —       | —       |
| 1975–76      | «Калгарі Ковбойс»        | ВХА          | 15                  | 5                   | 2                   | 7                   | 18                  | 10      | 3       | 4       | 7       | 8       |
| 1976–77      | «Герші Берс»             | АХЛ          | 37                  | 15                  | 18                  | 33                  | 19                  | 6       | 1       | 1       | 2       | 4       |
| 1976–77      | «Тайдвоте Шаркс»         | ПХЛ          | 29                  | 13                  | 15                  | 28                  | 4                   | —       | —       | —       | —       | —       |
| 1976–77      | «Калгарі Ковбойс»        | ВХА          | 6                   | 0                   | 1                   | 1                   | 0                   | —       | —       | —       | —       | —       |
| 1977–78      | «Кранбрук Роялс»         | ЗМХЛ         | —                   | 10                  | 25                  | 35                  | 30                  | —       | —       | —       | —       | —       |
| Усього в НХЛ | Усього в НХЛ             | Усього в НХЛ | 79                  | 13                  | 15                  | 28                  | 34                  | 2       | 0       | 0       | 0       | 0       |